# Der Kurier der Königin
Der Kurier der Königin ist ein Roman, den Gertrud von le Fort 1927 unter dem Pseudonym Petrea Vallerin in München publizierte.
Als treuer Gefolgsmann der Königin kämpft der Ich-Erzähler – das ist der junge Kavalier Monsieur de Saint Maure – unerschrocken, listig und endlich erfolgreich gegen das Böse.

## Zeit und Ort
Die Handlung führt vom Spätsommer 1637 bis zum Frühjahr 1638 nach Paris und Tours. In Frankreich regiert Ludwig XIII. Seine Gattin, die Spanierin Anna von Österreich aus dem Hause Habsburg, hat sich mit Kardinal Richelieu verfeindet, weil dieser gegen Spanien kämpft.

## Handlung
Richelieu hat alle ehemaligen spanischen Hofdamen der Königin aus Frankreich ausgewiesen – bis auf eine: Die ehemalige Donna Maria de Mendoza, jetzt Marquise de Glacy, konnte als Gattin des Marschalls de Glacy nicht ausgewiesen werden. Nachdem der Marschall gefallen ist, bedient sich Richelieu des Monsieur de Barry – das ist der jüngere Bruder des Marschalls – um gegen die junge Witwe, die ein Schloss an der Loire in der Nähe von Tours bewohnt, vorzugehen. Die Königin bittet ihren „kleinen Vicomte“, wie sie den Ich-Erzähler, der sie jeden Morgen zur Messe in die kleine Klosterkirche Val de Grace begleitet hatte, nennt, ihre Freundin Maria zu beschützen. Anna von Österreich eröffnet ihrem Vertrauten, sie erwarte ihr erstes Kind. Wahrscheinlich sei auch die Marquise de Glacy guter Hoffnung.  Während der Audienz bei der Königin hält sich die Herzogin von Chevreuse Madame de Montbazon, eine Gegnerin des Kardinals, im Louvre auf. Der junge niederländische Maler de Rosa porträtiert die Königin. Für die Reise nach Tours stattet de Rosa den Vicomte mit falschen Pässen aus. Monsieur de Saint Maure könnte als der Offizier Ulrich Füßli aus der Schweiz, als Herr Pilot aus Brüssel oder aber als Monsieur Janvier, ein Doktor der Medizin aus Paris, reisen. Der Vicomte nimmt während der Reise die Identität des Mediziners an. Doch unterwegs – in der Nähe von Conzière – wird der Reisende von der Herzogin von Chevreuse erkannt. Die Herzogin wurde zwar nach Conzière verbannt, geht aber trotzdem gelegentlich nach Paris. Nach dem Gespräch mit der Herzogin weiß der Vicomte genauer, mit welch gefahrenvoller Mission er von der Königin betraut wurde: Gebiert die Marquise einen Sohn, verliert Monsieur de Barry den Anspruch auf alle Güter des gefallenen Bruders.
Im Dorf Glacy, direkt neben dem Schloss der Marquise de Glacy, angekommen, beginnt der kleine Vicomte sofort mit seinen Recherchen. Die Freunde der schwangeren Schlossherrin sind der Dorfpfarrer Herr Curé und das krank im Schloss darniederliegende Fräulein Jacqueline. Letztere meint, Monsieur de Barry trachte der werdenden Mutter nach dem Leben. Solche Meinung erweist sich auf jenem Loire-Schloss als lebensgefährlich. Jacqueline wird vergiftet. De Barry macht sich nicht die Finger schmutzig, sondern bedient sich zweier Kreaturen. Das sind ein altes Kräuterweiblein – die La Chère und die junge hübsche Zofe Demoiselle Ninon. Ein Giftanschlag auf den Dorfpfarrer scheitert. Herr Curé schickt den Vicomte nach Tours. Monsieur de Saint Maure soll die beiden Giftmischerinnen anzeigen. Aber der Vicomte setzt Ninon ins Bild und lässt durchblicken, er reise nicht, weil er Ninon „wahnsinnig liebe“. Es sieht ganz so aus, als glaube Ninon die Heuchelei, denn sie bringt ihre Herrin, die schwangere Marquise de Glacy, auf Geheiß des Heuchlers bei den Ursulinerinnen in Tours vor de Barry in Sicherheit. Dort in der Bischofsstadt wird sie verhaftet und später in Paris hingerichtet. Der kleine Vicomte war doch nach Tours geritten und hatte die „Geliebte“ angezeigt. Die La Chère vegetiert, im Schloss versteckt, dahin, gesteht und kommt in dem Gemäuer um. Der Stammhalter wird geboren und bleibt offenbar am Leben. De Barry – zu Lebzeiten des Marschalls als dessen Bevollmächtigter bestimmt – macht sich aus dem Staube.
Die Autorin bietet so etwas wie ein Happy-End. Der Vicomte trifft in der Klosterkirche Val de Grace im Frühjahr 1638 seine Königin wieder. Die Schwangere vermittelt ihm die nähere Bekanntschaft der jungen Witwe Marquise de Glacy. Die Marquise besucht den Vicomte mit ihrem kleinen Kinde.

## Form
Der Erzähler steckt sowohl in Glacy als auch in Tours in einer Zwickmühle. Einerseits will er sich verständlicherweise vor den verschiedensten Bedrohungen schützen und andererseits darf er den Namen seiner Auftraggeberin, der Königin, nicht preisgeben. Der erzählerische Schwerpunkt des Romans ist oben unter „Handlung“ noch gar nicht angesprochen. Herr Curé postuliert, in jedem schlechten Menschen stecke etwas Gutes – selbst in einer Giftmischerin. Unter dem Aspekt analysiert der Ich-Erzähler ausführlich-introspektiv seine zweifelhafte Liebe zu der Demoiselle Ninon. Der Vicomte begräbt immer einmal seine Liebeshoffnungen, kann das Thema aber nicht ad acta legen. Vom erzählerischen Standpunkt aus erscheint dies als verständlich, wenn es um die fatale „Liebeslüge“ des Monsieur de Saint Maure geht.
Die verwickelte Story ist von Nebengeschichten durchsetzt. Zum Beispiel erweist sich Ninon als das Fräulein von Chalet. Ninon ist erblich vorbelastet. Die Mutter war wegen Giftmischerei hingerichtet worden. Die Nebengeschichten gehören aber eigentlich allesamt in das genannte Psycho-Panorama, das der kleine Vicomte dem Leser präsentiert: Zum Beispiel die Geschichte der jungen, ärmlich lebenden Mutter Marguerite. Ninon und die La Chère wollen deren neugeborene Tochter mit dem Stammhalter von Schloss Glacy tauschen.
Der Vicomte erzählt von Vergangenem. Gelegentlich schaut er orakelnd voraus.
Der Text ist bei aller Verzwicktheit wohlkonstruiert. Anfangs gelegte Handlungsfäden werden zwar immer einmal fallengelassen, aber zumindest am Ende wieder aufgenommen. Ein gutes Beispiel dafür ist die Nebengeschichte des Malers de Rosa. Eingangs porträtiert er die Königin, in der Romanmitte den Erzbischof von Tours (einen Handlungsträger, der in dieser kleinen Skizze weggelassen wurde) und am Schluss sorgt er mit dafür, dass das Happy-End folgen könnte. Manchmal sorgt Gertrud von le Fort – wohl unfreiwillig – für so etwas wie Komik. Dazu zwei Beispiele. Der Ich-Erzähler versteckt sich extra hinter einer Säule, damit er dem Leser Bosheiten (des de Barry) berichten kann. Oder der Maler de Rosa tritt im letzten Romanviertel als Kommissar des Kardinals Richelieu auf. Der Wind hat sich gedreht. Richelieu begnadigt und benutzt, offensichtlich für ein Weilchen nur, einige Figuren aus seiner Gegnerschaft.
De Barry kann nicht zu den handelnden Figuren gezählt werden. Wenn zum Beispiel der kleine Vicomte von Wegelagerern niedergeschlagen wird und seine drei falschen Pässe in die Hände de Barrys geraten sind, kann der Adelige lediglich als Drahtzieher des nächtlichen Überfalls vermutet werden.

## Rezeption
Meyerhofer stuft den „historischen Kriminalroman“ als frühe Brotarbeit – so nebenher von der Autorin verfasst – ein.